# María José Martínez Patiño
María José Martínez Patiño (10 de julio de 1961) es una deportista y exatleta española, especialista en carreras de vallas, cuya expulsión del Equipo Olímpico español en 1986 por «no pasar» la verificación de género en los deportes por las autoridades olímpicas supuso un importante punto de inflexión en la historia de este tipo de pruebas en las competiciones deportivas. Martínez Patiño fue suspendida después de una competición que podría haber supuesto su clasificación para los Juegos Olímpicos de Seúl 1988. Fue humillada públicamente cuando participaba en la modalidad de carrera de vallas en el Campeonato de España de Atletismo de 1986, pero apeló con éxito la pérdida de su licencia de la Asociación Internacional de Federaciones de Atletismo y pudo competir para la clasificación para los Juegos Olímpicos de Barcelona 1992. Desde entonces ha escrito sobre su experiencia, y las pruebas a las que se sometió y sus secuelas se han convertido en un caso ampliamente citado sobre las pruebas de determinación de género así como a la vida privada de las atletas.
En la actualidad es profesora de la Universidad de Vigo, impartiendo Didácticas especiales en la Facultad de Ciencias de la Educación y del Deporte, en el campus de Pontevedra.

## Carrera deportiva
Martínez Patiño competía en la prueba de 100 metros vallas, en la que su mejor tiempo es de 13,71 (Madrid, 1983). Su mejor marca en una prueba internacional fue de 13,78, en el Campeonato Mundial de Atletismo de 1983 en Helsinki.

## Prueba de verificación de género
Martínez Patiño es una mujer con cariotipo 46, XY que presenta síndrome de insensibilidad a los andrógenos (SIA) En 1983, pasó una prueba de género en los Campeonatos Mundiales y recibió un “certificado de feminidad”. Sin embargo, en 1985 su prueba de la cromatina sexual resultó negativa, y a consecuencia de ello se le retiró el derecho a participar en pruebas femeninas de atletismo. Esta prueba se le practicó en la Universidad de Kobe, debido a que la atleta había olvidado llevar el resultado de la prueba que habían superado dos años antes. En esa época, la prueba de la cromatina sexual era el primer paso en el proceso de verificación del género y no pretendía ofrecer una decisión final y definitiva, pero los responsables del Comité Olímpico Internacional y de la IAAF, afirmando proteger la privacidad de las atletas, les aconsejaban simular una lesión tras obtener un resultado negativo en el test, de manera que pudieran abandonar la competición de manera discreta. Esto es lo que se le aconsejó hacer a Martínez Patiño, y ella obedeció. Dos meses más tarde, recibió una carta que la clasificaba como varón, citando su cariotipo 46, XY, a pesar de que cualquier ventaja que hubiera podido tener por ello estaba contrarrestada por su síndrome de insensibilidad a los andrógenos: "fue descalificada por una ventaja que no tenía".
En 1986, se presentó a carrera de 60 metros vallas en el Campeonato de España, pero se le advirtió que si no abandonaba la competencia de manera discreta, sería denunciada públicamente. Compitió y ganó, pero fue duramente castigada por la prensa española. Perdió su beca y el alojamiento en su residencia deportiva, además de pagar un alto precio personal al perder su privacidad y romper con su novio. Continuó luchando contra su expulsión, y en 1988 encontró un defensor en el genetista Albert de la Chapelle; recuperó su licencia internacional tres meses más tarde. Trató de clasificarse para las Olimpiadas de 1992, pero no lo consiguió por una décima de segundo.

## Obras publicadas
En 2005, Martínez Patiño describió su experiencia en "Personal Account: A woman Tried and Tested", publicado por The Lancet. En 2012, en "Reexamining Rationales of 'Fairness': An Athlete and Insider's Perspective on the New Policies on Hyperandrogenism in Elite Female Athletes" publicado por el American Journal of Bioethics, analizó junto con Hida Viloria las actuales técnicas de verificación del género en el deporte.